# Seegebiet Mansfelder Land
Seegebiet Mansfelder Land – gmina samodzielna (niem. Einheitsgemeinde) w Niemczech, w kraju związkowym Saksonia-Anhalt, w powiecie Mansfeld-Südharz
Gmina samodzielna powstała 1 stycznia 2010 z połączenia następujących gmin: Amsdorf, Aseleben, Erdeborn, Hornburg, Lüttchendorf, Neehausen, Röblingen am See, Seeburg, Stedten i Wansleben am See.